# ギュンター・デッカート

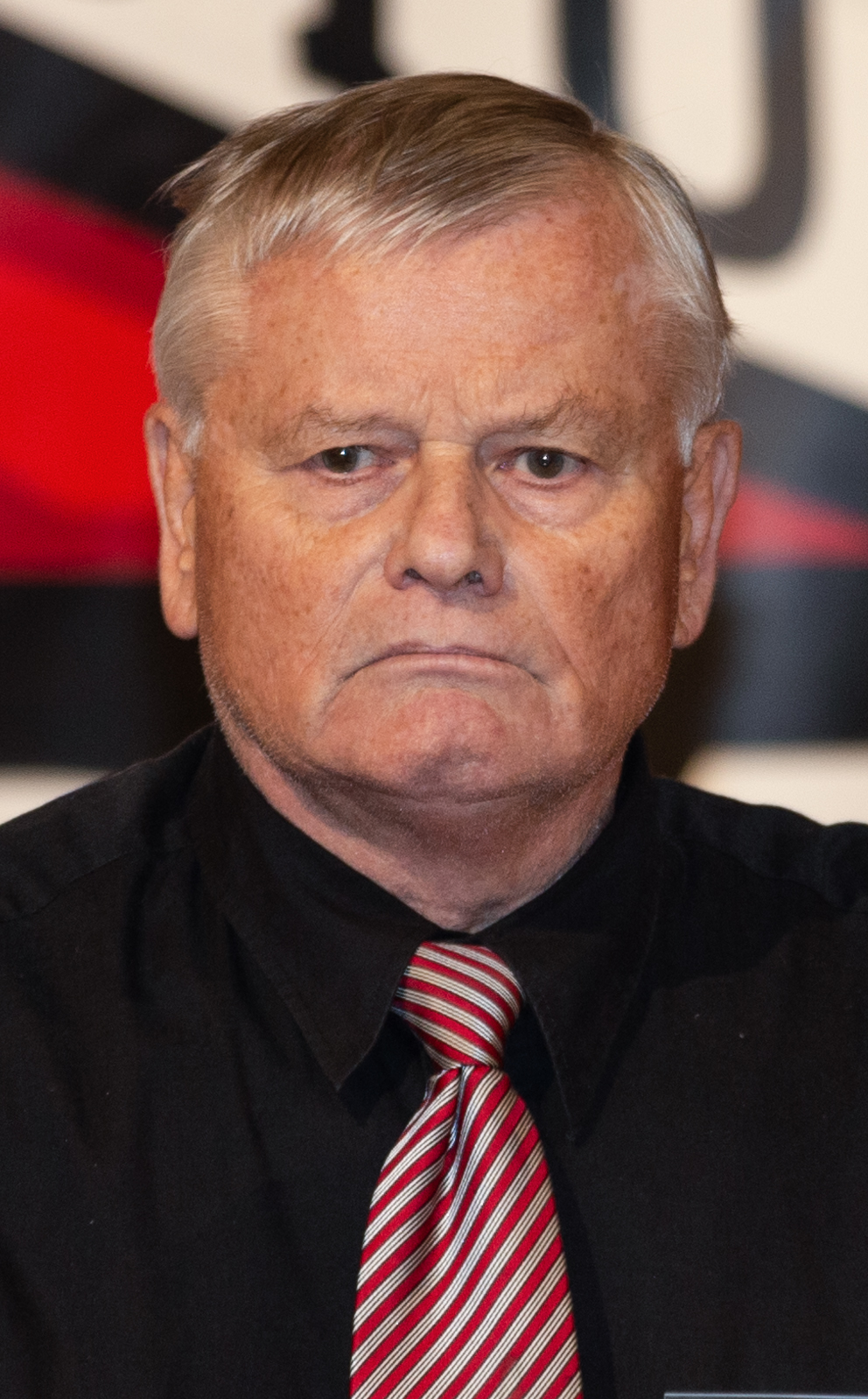
ギュンター・デッカート

ギュンター・デッカート（Günter Deckert、1940年1月9日 - 2022年3月31日）は、ドイツの政治運動家。ドイツ国家民主党の第4代党首（在任: 1991年 - 1996年）。ロイヒター・レポート（人々を殺戮するためのガス室は第三帝国にはなかったとする論争の的となった文書）を翻訳したことを含む複数の罪に問われ、5年の禁固刑に服した。2022年3月31日、ヴァインハイムにて82歳で死去。